# Une étrange jeune mariée
Pour plus de détails, voir Fiche technique et Distribution.
Une étrange jeune mariée (Always a Bride) est un film britannique en noir et blanc réalisé par Ralph Smart, sorti en 1953.

## Synopsis
Victor Hemsley vit sur la Côte d'Azur en faisant passer sa fille Clare pour son épouse afin d'escroquer les riches clients des hôtels de la région. Mais voici que Clare tombe amoureuse d'un jeune inspecteur des impôts britannique...

## Fiche technique
- Titre original : Always a Bride
- Titre français : Une étrange jeune mariée
- Réalisation : Ralph Smart
- Scénario : Ralph Smart, Peter Jones
- Direction artistique : Maurice Carter
- Costumes : Julie Harris
- Photographie : C.M. Pennington-Richards
- Son : Gordon K. McCallum, C.C. Stevens
- Montage : Alfred Roome
- Musique : Benjamin Frankel
- Production : Robert Garrett
- Production associée : George Pitcher
- Production exécutive : Earl St. John
- Société de production : Clarion Films
- Société de distribution : General Film Distributors
- Pays d'origine : Royaume-Uni
- Langue originale : anglais
- Format : noir et blanc  — 35 mm — 1,37:1 — son mono
- Genre : Comédie
- Durée : 82 min
- Dates de sortie : 
  - Royaume-Uni : 12 août 1953
  - France : 6 janvier 1954

## Distribution
- Peggy Cummins : Clare Hemsley
- Terence Morgan (en) : Terence Winch
- Ronald Squire : Victor Hemsley
- James Hayter : Dutton
- Marie Lohr : la douairière
- Geoffrey Sumner : Teddy
- David Hurst : Beckstein
- Sebastian Cabot : le conducteur de taxi
- Charles Goldner : le directeur de l'hôtel
- Jacques B. Brunius : l'inspecteur
- Jill Day : la chanteuse